# Gewog di Menbi
Il gewog di Menbi è uno degli otto raggruppamenti di villaggi del distretto di Lhuntse, nella regione Orientale, in Bhutan.